# Bestia (personaje de Ben 10)
Bestia o Feral(llamado así en España) es un Alienígena del Omnitrix usado por Ben Tennyson en la serie Ben 10. Bestia es uno de los 10 aliens iniciales.
Bestia (Feral en España) es un Vulpimancer del planeta Vulpin (un juego con vulpine, que significa zorro). Vulpin es un planeta de hombres bestia situado en el borde de una galaxia. El ecosistema del planeta se ha envenenado con residuos tóxicos y las pocas criaturas que sobreviven lo hacen en temperaturas bajo cero. Los Vulpimancers son de las pocas criaturas destinadas a sobrevivir en Vulpin. Al parecer no son demasiado amistosos con su propia clase, pero esto es un rasgo común entre los animales que no son familia. Es más animal que humanoide. Los Vulpimancers viven para el momento, pueden moverse a altas velocidades en casi cualquier terreno usando su gran alcance y sus brazos de agilidad de simio. 
Un Vulpimancer tiene una capacidad atlética increíble y los sentidos del olfato, oído y gusto aumentados, al no tener el sentido de la vista. A la vista la sustituyen unas "branquias" que actúan como una visión infrarroja, detecta las armas usando su olfato. En batalla, las plumas en sus partes posteriores se pueden encender como proyectiles y son tan agudas como las lanzas. Mientras que ruedan, los Vulpimancers se convierten en unas bolas claveteadas que nadie puede tocar. Los Vulpimancers parecen tener cierto apuro con un movimiento más fino y pocos enemigos tienen maneras de acercarse y pasar desapercibidos. Los Vulpimancers también carecen de comunicación verbal, en lugar de hablar emiten gruñidos, así que no pueden hablar cerca de un enemigo. Ya que confían en su sentido del olfato y del oído, son vulnerables ruidos extremadamente agudos.
Omnitrix: 
- Más abajo del hombro.
- En el futuro: En la frente.

## Formas de Bestia

### Futurista
En el capítulo "Ben 10.000" aparece Bestia con el icono del Omnitrix en la frente, con rayas y con cola, parecido un gran felino.

### Ben en forma de 5 años
En el capítulo "No Tomes el Agua", aparece de 5 años pero no tan grande y menos feroz, parecido a un perro anaranjado.

### Bestia Resfriado
En el Episodio "Efectos Secundarios" cuando Ben se Resfría se transforma en un Bestia con labios, uñas verdes y el lugar por donde ve lleno de mucosa tapando su vista.

## Bestia Supremo
Bestia Supremo es mucho más grande y más musculoso que Bestia, su piel y pelo es ahora de un color marrón-rojizo. Tiene crecimientos pequeños, la aleta en los hombros y la barbilla es mucho más grande. Sus plumas se han ido, y han sido sustituidas por 4 espigas color hueso en la parte superior del cuello. Ahora tiene una pequeña cola con una pequeña espiga en la punta de la misma. Sus dientes y colmillos son un poco más grandes.sus garas son de un color parecido al de sus espigas. Ahora puede hablar perfectamente y ha ganado más fuerza en su rugido, lo que le provoca miedo a sus enemigos.

## Apariciones

### Ben 10
Bestia debuta en Y Fueron 10 cuando aprende a usar el Omnitrix y también lo usa para derrotar a un robot de Vilgax

### Ben 10: Supremacía Alienígena
En El fuerte de la creación lo utiliza el Ben de 10 años.
En Vicktor: despojos para el vencedor  Ben se transforma en Bestia estando inconsciente (este es el debut de Bestia en Ben supremacía alienígena por Ben de 16 años).

## Habilidades
- Tiene capacidad atlética sobrehumana.
- Tiene sentidos del olfato, del oído y del gusto superdesarrollados.
- Puede detectar seres humanos y objetos a una milla de distancia.
- Tiene una gran habilidad para percibir los movimientos.

## Debilidades
- Bestia percibe todo con el olfato y el oído, principalmente con unas branquias, si sus branquias están tapadas no puede percibir los movimientos.
- Bestia no habla, pero se comunica con rugidos.
- No tiene ojos.
- Bestia puede ser derrotado con sonidos de baja frecuencia que no pueda soportar.

- Datos: Q5727253